# Oursbelille
Oursbelille is een gemeente in het Franse departement Hautes-Pyrénées (regio Occitanie). De plaats maakt deel uit van het arrondissement Tarbes. Oursbelille telde op 1 januari 2022 1.215 inwoners.

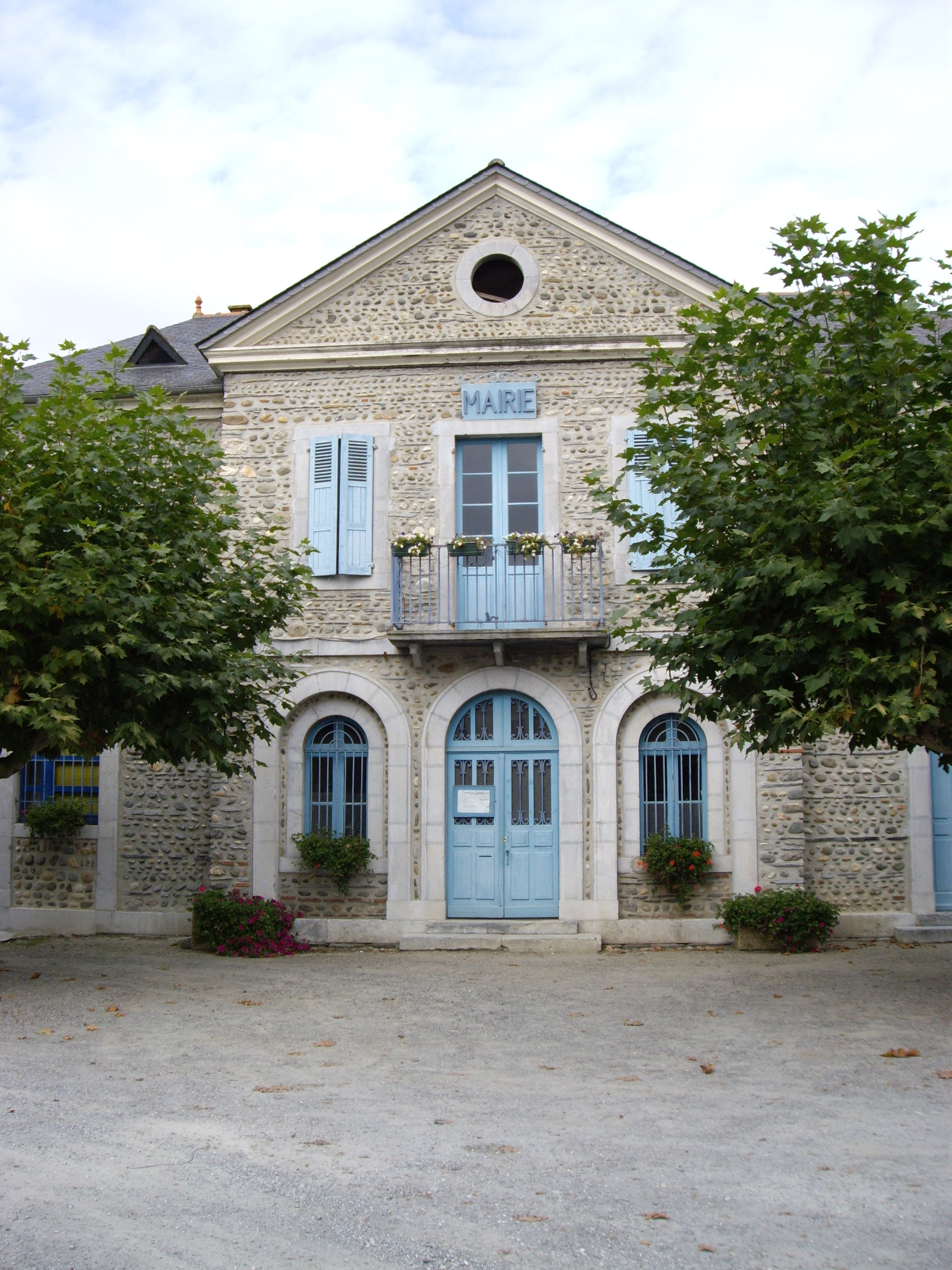
Gemeentehuis
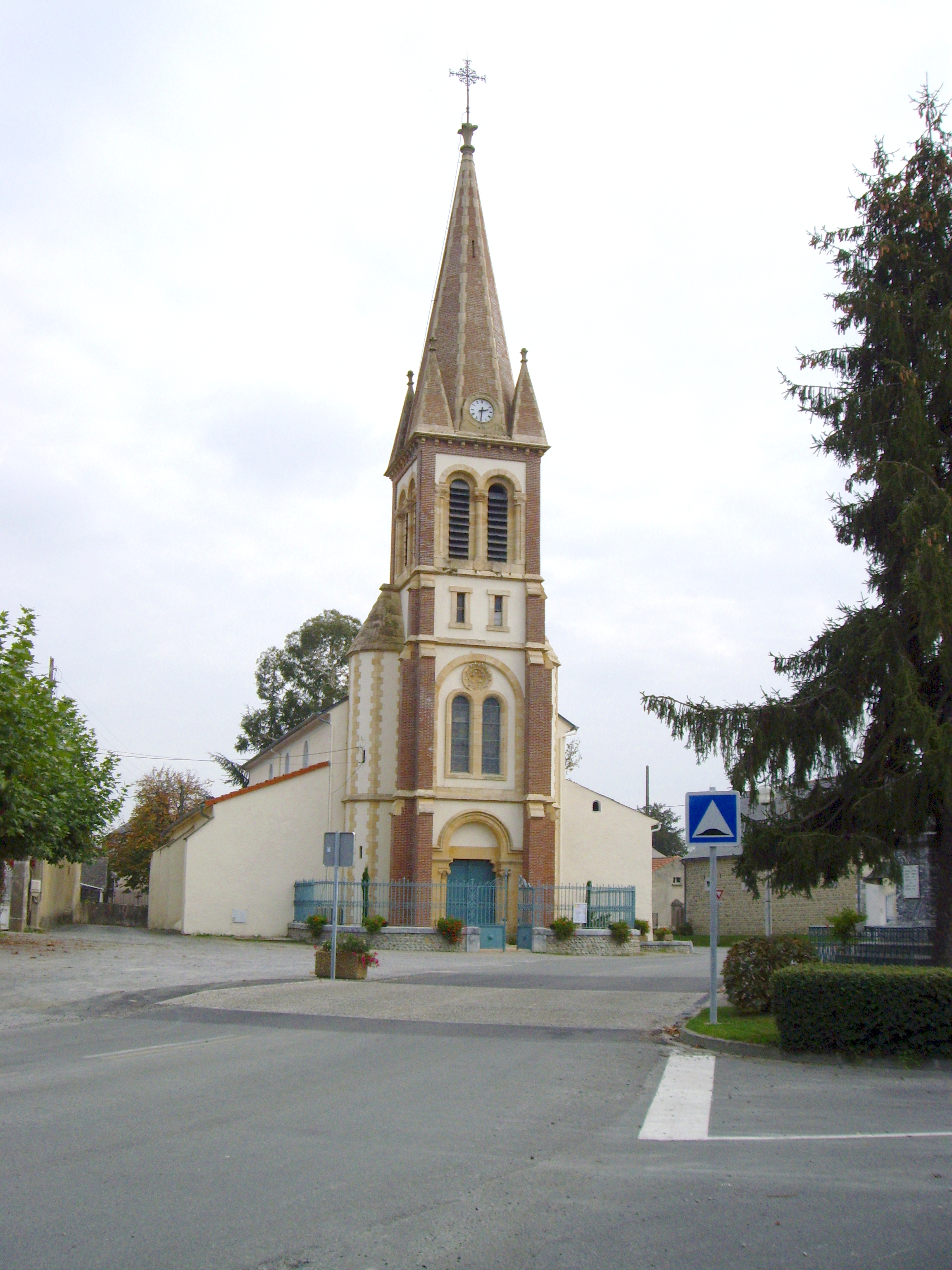
Kerk Invention-de-Saint-Etienne

## Geografie
De oppervlakte van Oursbelille bedroeg op 1 januari 2022 11,33 vierkante kilometer; de bevolkingsdichtheid was toen 107,2 inwoners per km².

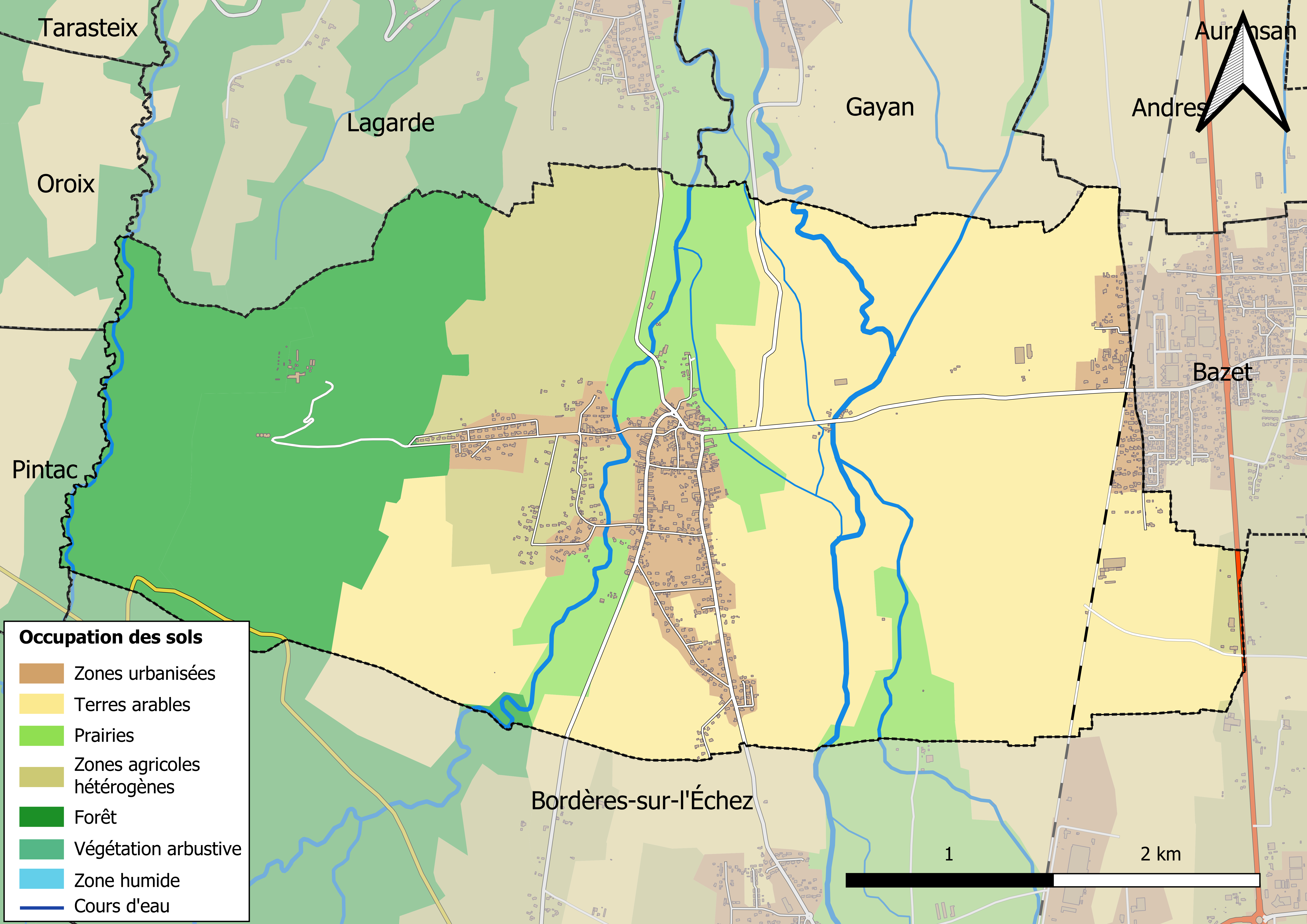
Kaart van de gemeente met belangrijkste infrastructuur, bodemgebruik en omliggende gemeenten

## Demografie
Onderstaande figuur toont het verloop van het inwonertal (bron: INSEE-tellingen).